# تيتو جاكسون (سياسي)
تيتو جاكسون (بالإنجليزية: Tito Jackson)‏ هو سياسي أمريكي، ولد في 11 أبريل 1975.